# Yimenosaurus
Genre
Espèce
Yimenosaurus est un genre éteint de dinosaures sauropodomorphes ayant vécu en Chine au Jurassique inférieur. Il fait partie de la famille des Plateosauridae.
Une seule espèce est rattachée à ce genre, Yimenosaurus youngi. Elle a été décrite par Ziqi Bai et son équipe en 1990.